# 전주덕진초등학교
전주덕진초등학교는 대한민국 전북특별자치도 전주시 덕진구에 있는 초등학교다.

## 학교 연혁
- 1967. 10. 05 개교
- 1978. 03. 01 교육부 지정 새 교육 체제 연구학교
- 1981. 03. 01 도교육위원회 지정 궁도 연구학교
- 1986. 03. 01 교육부 지정 영어 특활 연구학교
- 2009. 03. 01 전라북도교육청지정 비만예방교육 연구시범학교(2009. 03. 01 ~ 2011. 02. 28)
- 2013. 03. 01 제16대 임창군 교장부임
- 2015. 02. 13 제43회 39명 졸업
- 2015. 03. 01 10학급 편성